# Loni Qaraba
Loni Qaraba (ur. 8 listopada 1984) – piłkarz z Wysp Salomona grający na pozycji obrońcy.

## Kariera klubowa
Obecnie Qaraba jest zawodnikiem klubu Western United.

## Kariera reprezentacyjna
W reprezentacji Wysp Salomona Qaraba zadebiutował 4 czerwca 2012 w zremisowanym 0-0 meczu z Fidżi w Pucharze Narodów Oceanii 2012, który był jednocześnie częścią eliminacji Mistrzostw Świata 2014.